# Anoda reticulata
Anoda reticulata är en malvaväxtart som beskrevs av S. Wats.. Anoda reticulata ingår i släktet glansmalvor, och familjen malvaväxter. Inga underarter finns listade i Catalogue of Life.